# Kocha... Nie kocha...
Kocha... Nie kocha... (jap. 思い、思われ、ふり、ふられ Omoi, omoware, furi, furare) – manga autorstwa Io Sakisaki, publikowana na łamach magazynu „Bessatsu Margaret” wydawnictwa Shūeisha od czerwca 2015 do maja 2019. Na jej podstawie powstał film live action, którego premiera odbyła się w sierpniu 2020. Film anime wyprodukowany przez studio A-1 Pictures zadebiutował we wrześniu tego samego roku.
W Polsce manga ukazała się nakładem wydawnictwa Waneko.

## Fabuła
Yuna Ichihara jest uczennicą pierwszej klasy liceum, która jest zmuszona rozstać się ze swoją najlepszą przyjaciółką Sacchan, ponieważ ta się przeprowadza. W drodze na stację kolejową zostaje zaczepiona przez przypadkową dziewczynę, która prosi ją o pieniądze na bilet na pociąg. Chociaż Yuna jest nieco przestraszona i niechętna, ostatecznie daje dziewczynie pieniądze. W zamian otrzymuje od niej bransoletkę jako dowód, że ta spotka się z nią jutro, aby spłacić dług. Tego samego dnia Yuna dwukrotnie wpada na chłopca, który wygląda jak jej pierwsza miłość z dzieciństwa. Po tym, jak dziewczyna imieniem Akari zwraca Yunie pieniądze, obie wracają razem do domu i dowiadują się, że mieszkają w tym samym budynku. Dziewczyny natychmiast stają się przyjaciółkami, jednak okazuje się, że odkrywają miłość na zupełnie inne sposoby. Yuna może być zakochana w młodszym bracie Akari, natomiast Akari w przyjacielu z dzieciństwa Yuny.

## Bohaterowie
- Yuna Ichihara (jap. 市原 由奈 Ichihara Yuna)

Seiyū: Marika Suzuki 
- Akari Yamamoto (jap. 山本 朱里 Yamamoto Akari)

Seiyū: Megumi Han 
- Rio Yamamoto (jap. 山本 理央 Yamamoto Rio)

Seiyū: Nobunaga Shimazaki 
- Kazuomi Inui (jap. 乾 和臣 Inui Kazuomi)

Seiyū: Sōma Saitō 

## Manga
Seria ukazywała się w magazynie „Bessatsu Margaret” od 13 czerwca 2015 do 13 maja 2019. Została również opublikowana w 12 tankōbonach, wydanych między 13 października 2015 a 25 czerwca 2019.
W Polsce manga ukazuje się nakładem wydawnictwa Waneko.
| Nr | Język japoński       | Język japoński         | Język polski     | Język polski           |
| Nr | Data wydania         | ISBN                   | Data wydania     | ISBN                   |
| -- | -------------------- | ---------------------- | ---------------- | ---------------------- |
| 1  | 13 października 2015 | ISBN 978-4-08-845467-2 | 3 września 2021  | ISBN 978-83-8242-097-5 |
| 2  | 25 lutego 2016       | ISBN 978-4-08-845528-0 | 5 listopada 2021 | ISBN 978-83-8242-098-2 |
| 3  | 24 czerwca 2016      | ISBN 978-4-08-845596-9 | 5 stycznia 2022  | ISBN 978-83-8242-099-9 |
| 4  | 25 października 2016 | ISBN 978-4-08-845653-9 | 7 marca 2022     | ISBN 978-83-8242-100-2 |
| 5  | 24 marca 2017        | ISBN 978-4-08-845732-1 | 5 maja 2022      | ISBN 978-83-8242-101-9 |
| 6  | 25 sierpnia 2017     | ISBN 978-4-08-845804-5 | 5 lipca 2022     | ISBN 978-83-8242-102-6 |
| 7  | 25 grudnia 2017      | ISBN 978-4-08-845868-7 | 6 września 2022  | ISBN 978-83-8242-103-3 |
| 8  | 25 kwietnia 2018     | ISBN 978-4-08-844025-5 | 7 listopada 2022 | ISBN 978-83-8242-104-0 |
| 9  | 25 lipca 2018        | ISBN 978-4-08-844066-8 | 5 stycznia 2023  | ISBN 978-83-8242-105-7 |
| 10 | 25 października 2018 | ISBN 978-4-08-844109-2 | 5 marca 2023     | ISBN 978-83-8242-106-4 |
| 11 | 25 lutego 2019       | ISBN 978-4-08-844172-6 | 8 maja 2023      | ISBN 978-83-8242-107-1 |
| 12 | 25 czerwca 2019      | ISBN 978-4-08-844213-6 | 5 lipca 2023     | ISBN 978-83-8242-108-8 |

## Film live action
Film live action w reżyserii Takahiro Mikiego został wydany 14 sierpnia 2020. Piosenkę przewodnią, zatytułowaną „115man Kilo no Film”, wykonał zespół Official Hige Dandism.

### Obsada
- Eiji Akaso – Kazuomi Inui[30]
- Minami Hamabe – Akari Yamamoto[30]
- Riko Fukumoto – Yuna Ichihara[30]
- Takumi Kitamura – Rio Yamamoto[30]

## Film anime
22 kwietnia 2019 wydawnictwo Shūeisha poinformowało, że seria otrzyma adaptację w formie filmu anime, za produkcję którego odpowiadać będzie studio A-1 Pictures. Premierę pierwotnie planowano na 29 maja 2020, ale została ona opóźniona do 18 września 2020, ze względu na pandemię COVID-19 w Japonii. Reżyserem filmu został Toshimasa Kuroyanagi, scenariusz napisała Erika Yoshida, postacie zaprojektował Yū Yamashita, a muzykę skomponował Yūji Nomi. Piosenką przewodnią jest „Gravity” w wykonaniu Bump of Chicken. Główna obsada filmu live action ma również role cameo w animowanej adaptacji.

## Wyróżnienia
W 2017 roku seria była nominowana do 41. nagrody Kōdansha Manga w kategorii shōjo, natomiast rok później zdobyła 63. nagrodę Shōgakukan Manga w analogicznej kategorii.
W lipcu 2020 manga liczyła ponad 5,5 miliona egzemplarzy w obiegu.